# Kopyto a Mňouk
Žáci Kopyto a Mňouk jsou hlavními hrdiny série humorných povídek a knih Miloslava Švandrlíka.
Příhody obou hrdinů se odehrávají v jednom městečku v Posázaví.
První příhoda vyšla v časopise Pionýr v září 1965.
Později vyšly povídky knižně a přibylo k nim i množství dalších knih.

## Seznam knih
- Neuvěřitelné příhody žáků Kopyta a Mňouka, 4 díly
- Žáci Kopyto a Mňouk - postrach Posázaví (1991)
- Žáci Kopyto a Mňouk na stopě (1992)
- Unesli Mňouka, Baskerville! (1992)
- Žáci Kopyto a Mňouk opět zasahují (1993)
- Kopyto, Mňouk a černá magie (1995)
- Kopyto, Mňouk a mimozemšťané (1995)
- Kopyto, Mňouk a lesní netvor (1996)
- Kopyto, Mňouk a maharadžova pomsta (1996)
- Kopyto, Mňouk a tajemství džungle (1996)
- Kopyto, Mňouk a vesmírná brána (1997)
- Kopyto, Mňouk a divá Elvíra (1997)
- Kopyto, Mňouk a ohnivý myslivec (1998)
- Kopyto, Mňouk a Indiáni (1998)
- Kopyto, Mňouk a ryšavý upír (1999)
- Kopyto, Mňouk a akta X (1999)
- Kopyto, Mňouk a únos policajtovy ženy (1999)
- Kopyto, Mňouk a konec světa (2001)
- Kopyto, Mňouk a keltští duchové (2002)
- Kopyto, Mňouk a hromada zlata (2003)
- Kopyto, Mňouk a stříbrňáci (2003)
- Kopyto, Mňouk a náměsíčníci (2004)
- Kopyto a Mňouk v jihlavských katakombách (2004)
- Kopyto, Mňouk, sumo a čáry (2005)
- Kopyto a Mňouk a zaživa pohřbený fakír (2005)
- Kopyto a Mňouk honí superhvězdu (2007)